# Ōta (Tokio)
Ōta (jap. 大田区 Ōta-ku) – jeden z 23 okręgów specjalnych (dzielnic) w stolicy Japonii, Tokio. Ma powierzchnię 61,86 km². W 2020 r. mieszkało w nim 748 291 osób, w 399 477 gospodarstwach domowych  (w 2010 r. 693 426 osób, w 345 949 gospodarstwach domowych).
Spośród wszystkich dzielnic tokijskich ma największą powierzchnię – 61,86 km² i jest najbardziej wysuniętą strefą na południe.